# Coupe de la Ligue japonaise de football 2003
Navigation
Coupe de la Ligue 2002 Coupe de la Ligue 2004
La coupe de la Ligue japonaise 2003 est la 11e édition de la Coupe de la Ligue japonaise, organisée par la J.League, elle oppose les 16 équipes de J.League du 8 mars 2003 au 3 novembre 2003.
Le vainqueur se qualifie pour la Coupe Suruga Bank.

## Format
Les 16 équipes évoluant en J.League 2003 participent au tournoi et les deux participants de la Ligue des champions de l'AFC 2002-2003 participent à partir des 1/4 de finale.

## Phase de groupes
Les premiers de chaque groupe et les deux meilleurs deuxièmes se qualifient pour les 1/4 de finales.

### Groupe A
| Rang | Équipe             | Pts | J | G | N | P | Bp | Bc | Diff |  | Résultats (▼ dom., ► ext.) | IWA | URA | TOK | KOB |
| ---- | ------------------ | --- | - | - | - | - | -- | -- | ---- |  | -------------------------- | --- | --- | --- | --- |
| 1    | Júbilo Iwata       | 10  | 6 | 3 | 1 | 2 | 13 | 8  | +5   |  | Júbilo Iwata               |     | 2-0 | 4-0 | 3-1 |
| 2    | Urawa Red Diamonds | 8   | 6 | 2 | 2 | 2 | 4  | 5  | -1   |  | Urawa Red Diamonds         | 0-0 |     | 0-1 | 1-0 |
| 3    | Tokyo Verdy 1969   | 8   | 6 | 2 | 2 | 2 | 7  | 10 | -3   |  | Tokyo Verdy 1969           | 3-2 | 1-1 |     | 0-1 |
| 4    | Vissel Kobe        | 7   | 6 | 2 | 1 | 3 | 9  | 10 | -1   |  | Vissel Kobe                | 4-2 | 1-2 | 2-2 |     |

### Groupe B
| Rang | Équipe              | Pts | J | G | N | P | Bp | Bc | Diff |  | Résultats (▼ dom., ► ext.) | FCT | YOK | SEN | REY |
| ---- | ------------------- | --- | - | - | - | - | -- | -- | ---- |  | -------------------------- | --- | --- | --- | --- |
| 1    | FC Tokyo            | 11  | 6 | 3 | 2 | 1 | 12 | 5  | +7   |  | FC Tokyo                   |     | 2-2 | 4-1 | 4-0 |
| 2    | Yokohama F. Marinos | 11  | 6 | 3 | 2 | 1 | 10 | 5  | +5   |  | Yokohama F. Marinos        | 1-0 |     | 0-2 | 1-1 |
| 3    | Vegalta Sendai      | 7   | 6 | 2 | 1 | 3 | 9  | 11 | -2   |  | Vegalta Sendai             | 1-2 | 0-3 |     | 4-1 |
| 4    | Kashiwa Reysol      | 3   | 6 | 0 | 3 | 3 | 3  | 13 | -10  |  | Kashiwa Reysol             | 0-0 | 0-3 | 1-1 |     |

### Groupe C
| Rang | Équipe              | Pts | J | G | N | P | Bp | Bc | Diff |  | Résultats (▼ dom., ► ext.) | GOSA | COSA | ICH |
| ---- | ------------------- | --- | - | - | - | - | -- | -- | ---- |  | -------------------------- | ---- | ---- | --- |
| 1    | Gamba Osaka         | 7   | 4 | 2 | 1 | 1 | 8  | 6  | +2   |  | Gamba Osaka                |      | 1-0  | 4-2 |
| 2    | Cerezo Osaka        | 5   | 4 | 1 | 2 | 1 | 4  | 4  | 0    |  | Cerezo Osaka               | 2-2  |      | 0-0 |
| 3    | JEF United Ichihara | 4   | 4 | 1 | 1 | 2 | 5  | 7  | -2   |  | JEF United Ichihara        | 2-1  | 1-2  |     |

### Groupe D
| Rang | Équipe             | Pts | J | G | N | P | Bp | Bc | Diff |  | Résultats (▼ dom., ► ext.) | NAG | KYO | OIT |
| ---- | ------------------ | --- | - | - | - | - | -- | -- | ---- |  | -------------------------- | --- | --- | --- |
| 1    | Nagoya Grampus     | 8   | 4 | 2 | 2 | 0 | 3  | 1  | +2   |  | Nagoya Grampus             |     | 0-0 | 1-1 |
| 2    | Kyoto Purple Sanga | 5   | 4 | 1 | 2 | 1 | 5  | 5  | 0    |  | Kyoto Purple Sanga         | 0-1 |     | 3-2 |
| 3    | Oita Trinita       | 2   | 4 | 0 | 2 | 2 | 5  | 7  | -2   |  | Oita Trinita               | 0-1 | 2-2 |     |

### Phase finale
|  | Quarts de finale     | Quarts de finale     | Quarts de finale   | Quarts de finale   |                 |                 | Demi-finales | Demi-finales | Demi-finales | Demi-finales |  |  | Finale                          | Finale | Finale | Finale |
|  |                      |                      |                    |                    |                 |                 |              |              |              |              |  |  |                                 |        |        |        |
|  |                      |                      |                    |                    |                 |                 |              |              |              |              |  |  | Stade olympique national, Tokyo |        |        |        |
|  |                      |                      |                    |                    |                 |                 |              |              |              |              |  |  |                                 |        |        |        |
|  | Kashima Antlers      | Kashima Antlers      | 5                  | 1                  |                 |                 |              |              |              |              |  |  |                                 |        |        |        |
|  | Kashima Antlers      | Kashima Antlers      | 5                  | 1                  |                 |                 |              |              |              |              |  |  |                                 |        |        |        |
|  | Nagoya Grampus Eight | Nagoya Grampus Eight | 1                  | 0                  |                 |                 |              |              |              |              |  |  |                                 |        |        |        |
|  | Nagoya Grampus Eight | Nagoya Grampus Eight | 1                  | 0                  | Kashima Antlers | Kashima Antlers | 0            | 2            |              |              |  |  |                                 |        |        |        |
|  |                      |                      |                    |                    | Kashima Antlers | Kashima Antlers | 0            | 2            |              |              |  |  |                                 |        |        |        |
|  |                      |                      | Júbilo Iwata       | Júbilo Iwata       | 1               | 0               |              |              |              |              |  |  |                                 |        |        |        |
|  | Yokohama F. Marinos  | Yokohama F. Marinos  | Júbilo Iwata       | Júbilo Iwata       | 1               | 0               | 0            | 0            |              |              |  |  |                                 |        |        |        |
|  | Yokohama F. Marinos  | Yokohama F. Marinos  |                    |                    |                 |                 |              | 0            |              |              |  |  |                                 |        |        |        |
|  | Júbilo Iwata         | Júbilo Iwata         | 1                  | 3                  |                 |                 |              |              |              |              |  |  |                                 |        |        |        |
|  | Júbilo Iwata         | Júbilo Iwata         | 1                  | 3                  | Kashima Antlers | Kashima Antlers | 0            | 0            |              |              |  |  |                                 |        |        |        |
|  |                      |                      |                    |                    | Kashima Antlers | Kashima Antlers | 0            | 0            |              |              |  |  |                                 |        |        |        |
|  |                      |                      | Urawa Red Diamonds | Urawa Red Diamonds | 4               | 4               |              |              |              |              |  |  |                                 |        |        |        |
|  | Shimizu S-Pulse      | Shimizu S-Pulse      | Urawa Red Diamonds | Urawa Red Diamonds | 4               | 4               | 1            | 3            |              |              |  |  |                                 |        |        |        |
|  | Shimizu S-Pulse      | Shimizu S-Pulse      |                    |                    |                 |                 |              |              |              |              |  |  |                                 |        |        |        |
|  | Gamba Osaka          | Gamba Osaka          | 1                  | 2                  |                 |                 |              |              |              |              |  |  |                                 |        |        |        |
|  | Gamba Osaka          | Gamba Osaka          | 1                  | 2                  | Shimizu S-Pulse | Shimizu S-Pulse | 1            | 1            |              |              |  |  |                                 |        |        |        |
|  |                      |                      |                    |                    | Shimizu S-Pulse | Shimizu S-Pulse | 1            | 1            |              |              |  |  |                                 |        |        |        |
|  |                      |                      | Urawa Red Diamonds | Urawa Red Diamonds | 0               | 6               |              |              |              |              |  |  |                                 |        |        |        |
|  | Urawa Red Diamonds   | Urawa Red Diamonds   | Urawa Red Diamonds | Urawa Red Diamonds | 0               | 6               | 2            | 2            |              |              |  |  |                                 |        |        |        |
|  | Urawa Red Diamonds   | Urawa Red Diamonds   |                    |                    |                 |                 |              | 2            |              |              |  |  |                                 |        |        |        |
|  | FC Tokyo             | FC Tokyo             | 2                  | 0                  |                 |                 |              |              |              |              |  |  |                                 |        |        |        |
|  | FC Tokyo             | FC Tokyo             | 2                  | 0                  |                 |                 |              |              |              |              |  |  |                                 |        |        |        |
|  |                      |                      |                    |                    |                 |                 |              |              |              |              |  |  |                                 |        |        |        |

### Quarts de finale
| Équipe              | Aller | Total | Retour | Équipe               |
| ------------------- | ----- | ----- | ------ | -------------------- |
| Shimizu S-Pulse     | 1 - 1 | 4 - 3 | 3 - 2  | Gamba Osaka          |
| Yokohama F. Marinos | 0 - 1 | 0 - 4 | 0 - 3  | Júbilo Iwata         |
| Kashima Antlers     | 5 - 1 | 6 - 1 | 1 - 0  | Nagoya Grampus Eight |
| Urawa Red Diamonds  | 2 - 2 | 4 - 2 | 2 - 0  | FC Tokyo             |

### Demi-finales
| Équipe          | Aller | Total | Retour | Équipe             |
| --------------- | ----- | ----- | ------ | ------------------ |
| Kashima Antlers | 0 - 1 | 2 - 1 | 2 - 0  | Júbilo Iwata       |
| Shimizu S-Pulse | 1 - 0 | 2 - 6 | 1 - 6  | Urawa Red Diamonds |

### Finale
| Lundi 3 novembre 2003                | Kashima Antlers                                        | 0 - 4   | Urawa Red Diamonds                        | Stade olympique national, Tokyo                |                                                |
| 14h00 (UTC+9) (6h00 heure française) |                                                        | (0 - 1) | 13e Yamase · 48e 86e Emerson · 55e Tanaka | Spectateurs : 51 758 Arbitrage : Toru Kamikawa | Spectateurs : 51 758 Arbitrage : Toru Kamikawa |
| 14h00 (UTC+9) (6h00 heure française) | Oiwa 9e · Ikeuchi 15e · Ogasawara 29e, 60e · Honda 79e | Rapport | 33e Nykyforov · 53e Suzuki · 77e Zelic    | Spectateurs : 51 758 Arbitrage : Toru Kamikawa | Spectateurs : 51 758 Arbitrage : Toru Kamikawa |

## Statistiques

### Meilleurs buteurs
|                    | Buteur        | Club                | Buts | MJ |
| ------------------ | ------------- | ------------------- | ---- | -- |
| Médaille d'or      | Emerson       | Urawa Red Diamonds  | 8    | 9  |
| Médaille d'argent  | Rodrigo Gral  | Júbilo Iwata        | 5    | 10 |
| Médaille de bronze | Ryōichi Maeda | Júbilo Iwata        | 5    | 9  |
| 4                  | Hisato Satō   | Vegalta Sendai      | 4    | 6  |
| 5                  | Marquinhos    | Yokohama F. Marinos | 4    | 7  |